# يوحنا الدمشقي
يوحنا الدمشقي أو القديس يوحنا الدمشقي (باليونانيّة: Ιωάννης Δαμασκήνος Iôannês Damaskênos، باللاتينيّة: Iohannes Damascenus) والملقب بدفاق الذهب نظرًا لفصاحة لسانه، ولد باسم يوحنا منصور بن سرجون بن منصور عام 676 في دمشق خلال حكم الدولة الأموية، من عائلة مسيحية نافذة إذ كان والده يعمل وزيرًا في بلاط الخلافة الأموية وكذلك كان يعمل جده رئيسًا لديوان الجباية المالية فيها. وقد شغل يوحنا الدمشقي نفسه هذه الوظيفة فترة من الزمن، ومن ثم دخل إلى دير القديس سابا قرب القدس في فلسطين بعد بداية خلافة هشام بن عبد الملك، وقد جمعته صداقة معه ومع عدد من الخلفاء قبله.
وتميز بمؤلفاته اللاهوتية الفلسفية العديدة ودفاعه الشديد عن العقائد المسيحية و ردّه على «الهرطقات المختلفة خصوصًا فيما يتعلق بتكريم الأيقونات»؛ وكان يؤلف باليونانية مع استخدامه السريانية في حياته اليومية وإحسانه العربية.
يعتبر يوحنا الدمشقي آخر آباء الكنيسة الشرقية بإجماع الباحثين. وقد شكّلت مؤلفاته مرجعًا مهمًا لجميع لاهوتي القرون الوسطى حتى أن توما الإكويني يستشهد به في مؤلفاته، كما ألف عددًا من الترانيم الكنسية التي لا تزال مستعملة في طقوس الكنيسة البيزنطية حتى اليوم. يوصف بالعالم اللاهوتي، والخطيب الديني، والمدافع الكنسي، والمجادل العقائدي، ومنظم الفن البيزنطي، والموسيقى البيزنطية، ووصفه فيليب حتي بأنه «أبرز مفاخر الكنيسة السورية في ظل الدولة الأموية».

## حياته

### الخلفية العائلية
ولد يوحنا الدمشقي في عائلة مسيحية بارزة في المجتمع الدمشقي خلال القرن السابع، كان جده مسؤولاً عن ضرائب دمشق خلال حكم الإمبراطور هرقل،  وعندما دخلت المنطقة تحت ظل الدولة الأموية أواخر القرن السابع، استمرت عائلته بالعمل في بلاط الخلفاء الأمويين وأصبح جده ومن ثم والده مسؤولاً عن الضرائب في منطقة الشرق الأوسط برمتها؛ وبعد وفاة والده تابع يوحنا ذات المهنة،  ومن ثم تركها واتجه إلى فلسطين حيث ترهب في دير القديس سابا الذي سبقه إليه أخوه الأصغر قوزما وكان له من العمر حوالي الثلاثين عامًا، وهناك اتخذ لنفسه اسم يوحنا كاسم رهباني تيمنًا بأستاذه البطريرك يوحنا الرابع (734-706)، بعد أن كان اسمه قبل الرهبنة منصور بن سرجون، وأصبح كاهنًا سنة 735.
يختلف المختصون حول أصل يوحنا الدمشقي فبينما يرى البعض أنه يعود إلى قبيلة مسيحية عربية قد تكون إما تغلب أو كلب، يرى آخرون إنه كان من السريان الملكيين.

### التعليم
تلقى يوحنا الدمشقي تربية وثقافة عالية، ويبدو أنه درس أيضًا التعليم الإسلامي التقليدي،  سيرة حياته تذكر أنه بناءً على رغبة والده لم يكتف بما هو شائع في الثقافة العربية آنذاك بل اتجه نحو الإغريق، فاكتسب ثقافة يونانية. المعلم الذي أشرف على تلقينه العلوم هو الراهب قوزما الذي سباه العرب من جزيرة صقلية، لكن والد يوحنا الدمشقي اشتراه لقاء مبلغ كبير ومن ثم جعله معلمًا لابنه فدرسه علوم الفلك والموسيقى واللاهوت إلى جانب الحساب والهندسة وبشكل خاص كل من فيثاغورس وإقليدس. أتقن يوحنا الدمشقي اللغة اليونانية التي كانت تعتبر لغة الثقافة آنذاك، وكذلك اللغة السريانية لكونها الأكثر انتشارًا بين الشعب من ناحية ولكونها لغة التقليد والتراث الكنسي، ورغم أن جميع مؤلفاته التي بقيت حتى اليوم وضعت باليونانية إلا أن الباحثين يشيرون إلى إتقانه اللغة العربية لكونها لغة عائلته الأصلية.

### دفاعه عن الأيقونات

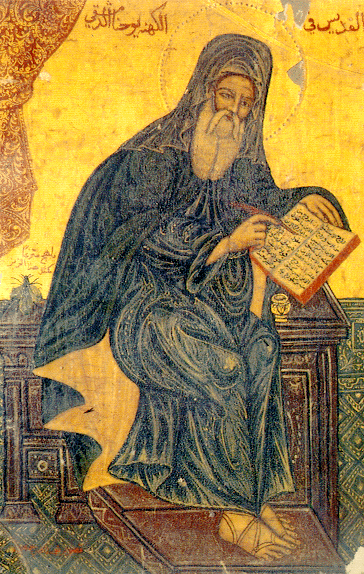
أيقونة عربية تظهر يوحنا الدمشقي يكتب إحدى مؤلفاته وهو متشح بالإسكيم الرهباني.

دافع يوحنا الدمشقي عن استخدام الأيقونات والصور كوسيلة للتكريم ومعاملتها معاملة الإنجيل نفسه، مشددًا على أن المكرم ليس هو مادة الصورة بل ما تمثله. كان في ذلك الوقت نشطت فيه حركة مسيحية بدعم من الإمبراطور ليو الثالث الإيصوري محاباة للمسلمين. وفي عام 726 وعلى الرغم من احتجاج بطريرك القسطنطينية جرمانوس المعترف أصدر الإمبراطور ليو الثالث مرسومًا ضد تبجيل الرموز والأيقونات ومنع تعليقها في الكنائس والمنازل والأماكن العامة. كرّس يوحنا الدمشقي ثلاث مؤلفات كاملة تثبت أن إكرام الأيقونات لا يمكن اعتباره هرطقة وشجب المرسوم الإمبراطوري بشدة. ساهمت منشوراته في هذا الخصوص بازدياد شعبيته بشكل كبير ليس فقط لأنه عارض الإمبراطور بل أيضًا بسبب أسلوب كتابته الأدبي البسيط الذي كان مفهومًا لدى عامة الناس ما أدى إلى تصاعد الجدل في الموضوع. حرض يوحنا الدمشقي المسيحيين على التمرد ضد مرسوم تحطيم الأيقونات، ولعبت كتاباته دورًا هامًا في وقت لاحق خلال مجمع نيقية الثاني الذي انعقد لحل مشكلة الأيقونات.
بهدف مواجهة نفوذه المتزايد، أرسل ليو الثالث إلى الخليفة وثائق مزورة حول تورط يوحنا الدمشقي في مؤامرة لمهاجمة دمشق، فأمر الخليفة بأن تقطع يده اليمنى وتعلق في العلن؛ بعض التقاليد المتواترة تنصّ أن معجزة بشفاعة العذراء تمت ليوحنا فاستعاد يده بأعجوبة. وقد تم رسم أيقونة العذراء ذات الأيدي الثلاث (باليونانية: Tricherousa) في الفن البيزنطي كتخليد للحدث. برهن يوحنا عن شجاعة أخرى، إذ قام قبيل وفاته بوقت قصير بجولة واسعة في سوريا داعيًا إلى مقاومة مبطلي الأيقونات، ثم زار القسطنطينية ذاتها عاصمة الإمبراطور معرضًا حياته لخطر الموت.
إثر تصاعد الجدل بين معارضي الأيقونات ومؤيديها، عقد الإمبراطور قسطنطين الخامس مجمعًا عام 754 تغيب عنه أبرز أعلام الكنيسة ممثلاً ببطاركة الإسكندرية وأنطاكية وأورشليم، وأقر المجمع عقيدة رفض الأيقونات وتكريمها واعتبروا هرطيقًا كل من يخالف هذا الرأي، دعي هذا المجمع باسم مجمع هيرا حضره 338 أسقف، وكان من أشهر المحرومين فيه جرمانوس بطريرك القسطنطينية ويوحنا الدمشقي وجاورجيوس. لاحقًا انعقد عام 787 مجمع آخر هو مجمع نيقية الثاني أعاد الاعتبار للأيقونات وأزال الحرم عن يوحنا الدمشقي ورفاقه معتبرًا إياهم «أبطال الحقيقة».
غير أن يوحنا الدمشقي وعقب معجزة شفاء يده، اعتكف من صومعته في دير مار سابا وأخذ يبشر ويضع مختلف كتبه إلى جانب الترانيم الدينية التي لا تزال حية إلى اليوم في الكنيسة. أصبح أخاه قوزما أسقفًا على مدينة مايوم، وازداد الضغط على يوحنا لكي يرتسم كاهنًا، وقبل أخيرًا بعد الضغط وسيم على يد البطريرك يوحنا الخامس عام 735.

### أيامه الأخيرة
توفي يوحنا الدمشقي في 4 ديسمبر 749 في دير مار سابا، بعد حياة رهبانية نسكية طويلة، ودفن في الدير. ظل جثمانه في الدير معروفًا ومكرمًا من قبل المسيحيين حتى القرن الثاني عشر حيث نقل إلى القسطنطينية، وقد شاع نبأه في المسيحية الشرقية مبكرًا، وأفرد له عيد خاص في الليتورجيا البيزنطية، كذلك شكلت مؤلفاته وأشعاره أساسًا في هذه الليتورجيا. الكنيسة الكاثوليكية ومعها الكنائس المسيحية الغربية اعترفت بقداسة يوحنا الدمشقي، غير أنه لم ينفرد بعيد خاص حتى حبرية البابا ليون الثالث عشر عام 1890 الذي أعلن أن يوحنا الدمشقي معلمًا وملفانًا للكنيسة الجامعة وحدد عيده في 27 مارس سنويًا، ثم نقل من جديد إلى 4 ديسمبر عام 1969، أسوة بسائر الطوائف المسيحية، ولكونه تاريخ وفاته.

## مؤلفاته
| يعتبره اللاهوتيون البيزنطيون والغربيون معلمهم والملقن الأول للطريقة المدرسية (السكولاستيك). كتاباته معين لا ينضب. اغترف منها الفلاسفة واللاهوتيون بسخاء. ويعتبر بحقّ قدوة المنشدين البيزنطيين. مؤلفاته مصدر وحي لنفوس كثيرة ترنّحت بها طفحات لا تحصى من رهبان وعذارى أديرة فلسطين وسيناء وبيزنطة وجبل آثوس وسوريا وتأملت بها. وقد حظي بإكرام عام ذاك الذي دعاه الأقدمون "مجرى الذهب" ولقبوه معترفاً لمدة طويلة. وقد أعلنه البابا ليون الثالث عشر معلم الكنيسة وملفانها. |
| —الباحث جوزيف نصرالله. |

يوحنا الدمشقي كان غزير الإنتاج، ويمكن حصر مؤلفاته وفق الشكل التالي:
- ينبوع المعرفة وهو يتألف من ثلاث كتب:
  - الفصول الفلسفية: حيث قدّم به تفسيرًا لاهوتيًا مسيحيًا لفلسفة أرسطو، واعتمد من خلاله على الأسلوب الجدلي، فكان أول من تطرق لهذا الأسلوب من الكتابة، يعتبر هذا الكتاب المقدمة وأساسي لفهم الكتابات الأخرى في يبنوع المعرفة.
  - الهراطقة: قدّم خلاله شرحًا وافيًا لمختلف الطوائف المسيحية التي اعتبرت مهرطقة مفندًا إياها، وتطرق في الفصل 101 من كتابه إلى ما يسميه «هرطقة الإسماعيليين» ويقصد بها الإسلام.
  - معرض الإيمان القويم: وهو عبارة عن ملخص لكتابات جميع آباء الكنيسة اللاهوتية والعقائدية من قبله، ويعتبر من أهم أعماله على الإطلاق ووصفه البعض بأنه «كنز العصور المسيحية القديمة».
- ضد النسطورية.
- الحوار مع من يرفضون.
- مقدمة في العقائد المسيحية.
- في التقديسات الثلاث.
- في التفكير الصحيح.
- في الإيمان، مؤلف آخر ضد النساطرة.
- في الإرادتين، مؤلف ضد العقيدة المونوثيلية التي أعلنها الإمبراطور هرقل.
- أوكتيشوس، كتاب يحوي ثمان ترانيم تستعمل خلال إقامة شعائر العبادة.
- حول الشياطين والأشباح.

## علاقته بالإسلام

Ioannis Damasceni Opera, 1603

كان يوحنا الدمشقي يشارك في مناظرات بما فيها تلك التي تجري في قصر الخليفة، وشُهد له أنه كان يعرف القرآن بشكل جيد، في حين أن الحديث لم يكن قد جمع بعد. وقد ترك مؤلفين هما محاورتان ساقهما بين مسيحي ومسلم وكان الغرض من هذين الكتابين أن يكونا مستندًا مساعدًا في مناقشة المسلمين، شدد فيها على كون المسيح ابن الله وحرية الإرادة الإنسانية التي أنكرها الأمويون.
في كتابه De Haeresbius (بالعربية: الهراطقة) اعتبر الإسلام نوعًا من المسيحية المهرطقة، وفي الكتاب المذكور، سرد الدمشقي قائمة مائة هرطقة ظهرت بين القرن الأول والقرن السابع، ونال الإسلام الترتيب مئة في تصنيف الدمشقي. دعم الدمشقي أطروحة حول الآثار المسيحية والكتابية في القرآن، عملية الأخذ والرد بين مؤيدي نظرة الدمشقي ومعارضيه لا تزال حتى اليوم من خلال مؤلفات النقد والنقد المعاكس.

## طالع أيضًا
- منصور بن سرجون: جده ووالي دمشق الذي استستلم وسلّم المدينة للمسلمين
- سرجون بن منصور: والده ومستشار أموي، لعب دورًا استشاريًّا في قتل الحسين بن علي
- إلياس الثالث المقدسي: حفيده وبطريرك القدس الأرثوذكسي

## روابط خارجية
- يوحنا الدمشقي على موقع الموسوعة البريطانية (الإنجليزية)
- يوحنا الدمشقي على موقع ميوزك برينز (الإنجليزية)
- يوحنا الدمشقي على موقع ميوزك برينز (الإنجليزية)
- يوحنا الدمشقي على موقع إن إن دي بي (الإنجليزية)
- يوحنا الدمشقي على موقع ديسكوغز (الإنجليزية)